# 希腊人列表
希腊人按职业分类，可以从以下各列表中查询。
- 希腊君主列表
- 希腊总理列表
- 希腊艺术家列表（英语：List of Greek artists）
- 希腊演员列表（英语：List of Greek actors）
- 希腊作家列表（英语：List of Greek writers）
  - 希腊小说家列表（英语：List of Greek novelists）
- 希腊建筑家列表（英语：List of Greek architects）
- 希腊画家列表（英语：List of Greek painters）
- 希腊作曲家列表（英语：List of Greek composers）
- 希腊哲学家列表（英语：List of Greek philosophers）
- 希腊雕刻家列表（英语：List of Greek sculptors）
- 希腊电影导演列表（英语：List of Greek film directors）
- 希腊裔美国人列表（英语：List of Greek Americans）

|  | 本条目是人物相关列表索引。 |